# Валперга
Валперга (итал. Valperga) је насеље у Италији у округу Торино, региону Пијемонт.
Према процени из 2011. у насељу је живело 2548 становника. Насеље се налази на надморској висини од 380 м.

## Становништво
| 1931. | 1936. | 1951. | 1961. | 1971. | 1981. | 1991. | 2001. | 2011. |
| ----- | ----- | ----- | ----- | ----- | ----- | ----- | ----- | ----- |
| 2.690 | 2.669 | 2.750 | 2.915 | 3.469 | 3.496 | 3.403 | 3.144 | 3.163 |